# Трускавець (гміна)
Ґміна Трускавець (пол. Gmina Truskawiec) — колишня (1934—1939 рр.) Сільська ґміна Дрогобицького повіту Львівського вооєводства Польської республіки (1918—1939) рр. Центром гміни було місто Трускавець.

## Історія
1 серпня 1934 р. в рамках нового закону про самоврядування (23 березня 1933 року) було утворено гміну Трускавець на основі попередньої сільської гміни  Трускавця.

В 1934 р. територія ґміни становила 23,16 км² (на основі даних перепису 1931 року).  Населення ґміни станом на 1931 рік становило 2991 особа. Налічувалось 580 житлових будинків. 

17 січня 1940 р. ґміна включена до Дрогобицького району.